# Максиміліан фон Едельсгайм
Імперський барон Констанц Йоганн Георг Максиміліан фон Едельсгайм (нім. Konstanz Johann Georg Maximilian Reichsfreiherr von Edelsheim; нар. 6 липня 1897, Берлін — пом. 26 квітня 1994, Констанц, Баден-Вюртемберг) — німецький воєначальник часів Третього Рейху, генерал танкових військ (1944) Вермахту. Кавалер Лицарського хреста Залізного хреста з Дубовим листям та Мечами (1944).

## Біографія
Військова кар'єра
- 4 грудня 1914 — фанен-юнкер-унтерофіцер
- 30 березня 1915 — фенріх
- 15 грудня 1915 — лейтенант
- 31 липня 1925 — оберлейтенант
- 1 квітня 1931 — ротмістр
- 1 березня 1936 — майор
- 1 квітня 1939 — оберстлейтенант
- 17 грудня 1941 — оберст
- 1 червня 1943 — генерал-майор
- 20 травня 1944 — генерал-лейтенант
- 1 грудня 1944 — генерал танкових військ